# شیر نارگیل

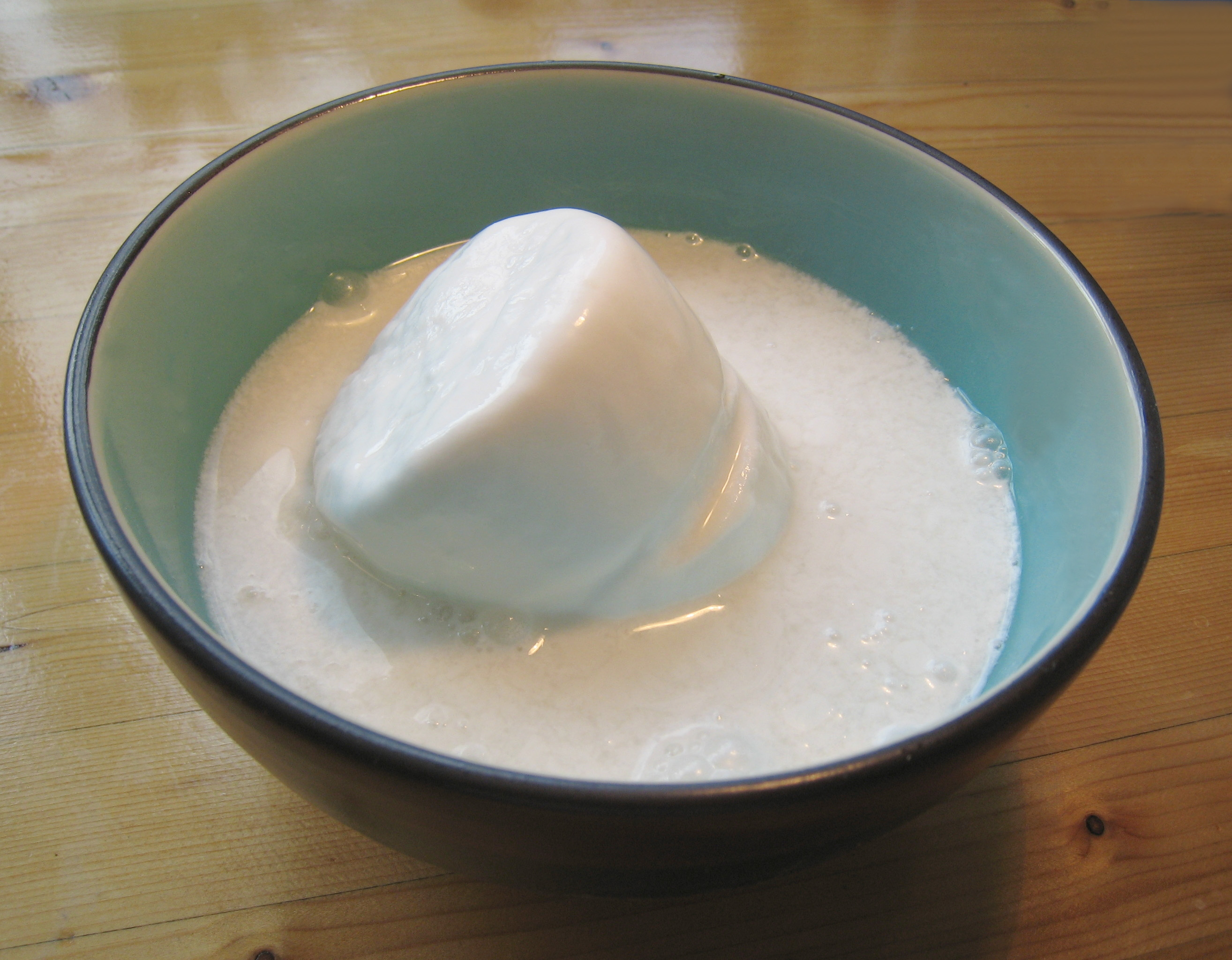
شیر نارگیل کنسروی

شیر نارگیل (به انگلیسی: coconut milk) گونه‌ای مادهٔ غذایی شیرین و شیر مانند است که از میوهٔ درخت نارگیل ساخته می‌شود. روش تهیه آن به این‌صورت است که میوه نارگیل را گرما داده و سپس چربی سفید رنگ میوه نارگیل سائیده شده و در آب حل می‌کنند.

## تاریخچه
شیر نارگیل احتمالاً پیشینه‌ای ۵ هزار ساله دارد. گمان می‌رود مردم آسترونزیایی یا ساکنان مناطقی مانند ماداگاسکار، ناحیهٔ دریایی آسیای جنوب‌شرقی و جزایر اقیانوس آرام نخستین مصرف‌کنندگان شیر نارگیل باشند. مهاجران آسترونزیایی در حدود ۳ هزار تا ۱۵۰۰ پیش از میلاد رنده‌هایی برای رنده کردن نارگیل و تهیه شیر نارگیل داشتند.
شیر نارگیل از حدود ۲ هزار سال پیش، در هند و جنوب‌شرقی آسیا استفاده زیادی هم برای نوشیدن و هم برای آشپزی داشته‌است.